# 馬鍾祺

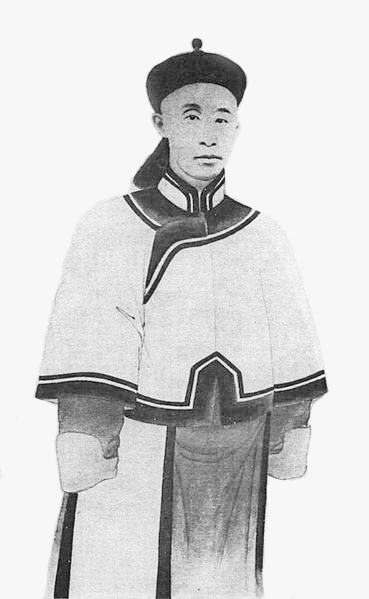
庚子辛亥忠烈像赞画像之馬鍾祺

馬鍾祺（？—1900年），字維春，隸漢軍鑲黃旗。清朝政治人物。
早年为諸生，后因襲一等子，按例不得與試，后授三等侍衛，擢二等，文武双才，為人伉爽有奇氣，敬慕孫白谷的為人，喜歡與朝野賢士游玩。光緒二十年，日本入侵朝鮮，朝廷商議出師，馬鍾祺上書自請，遂跟從戎軍奉天。盛京將軍依克唐阿器重他，并使其統鎮邊馬隊。之後日本朝鮮和談，后歸鄉。光緒二十五年，李秉衡奉旨巡視長江，親訪於家，疏請從行。當時義和團亂紛起，李秉衡死難，馬鍾祺護送歸喪。三天后，京師被破，馬鍾祺上吊自盡。其著有五倫大義、馬氏日記等。